# Visnums-Kils församling
Visnums-Kils församling var en församling i Östra Värmlands kontrakt i Karlstads stift i Svenska kyrkan. Församlingen låg i Kristinehamns kommun i Värmlands län och ingick i Kristinehamns pastorat. 1 januari 2025 uppgick församlingen i Kristinehamns församling.

## Administrativ historik
Församlingen hade medeltida ursprung. Före 1 januari 1886 (namnet ändrades enligt beslut den 17 april 1885) var namnet Kils församling.
Församlingen var till 1962 annexförsamling i pastoratet Visnum och Visnums-Kil som från omkring 1500 till 1638 även omfattade Rudskoga församling. Från 1962 till 2006 var den annexförsamling i pastoratet Visnum, Visnums-Kil och Rudskoga som fram till 1970 även omfattade Södra Råda församling. Från 2006 ingick församlingen i Kristinehamns pastorat. 1 januari 2025 uppgick församlingen i Kristinehamns församling.

## Organister
| Period    | Namn                  | Levnadstid | Övrigt   |
| --------- | --------------------- | ---------- | -------- |
| 1822-1824 | Lars Magnus Broström  | 1807-      | Organist |
| 1824-1841 | Karl Gustav Göransson | 1795-1841  | Organist |
| 1841-1901 | Isak Wallgren         | 1811-1901  | Organist |

## Kyrkor
- Visnums-Kils kyrka